# کوسه سرگاوی مکزیکی
کوسه سرگاوی مکزیکی (نام علمی: Heterodontus mexicanus) نام یک گونه از سرده کوسه‌های شاخدار است.